# Marina Tchebourkina
Répertoire
Baroque, Classique, Romantique, Contemporain
Marina Tchebourkina (en russe : Марина Николаевна Чебуркина ou Марина Чебуркина ; née en 1965 à Moscou, Russie) est une organiste concertiste et musicologue française et russe, docteur habilité à diriger des recherches. Spécialiste de la musique d’orgue baroque française, elle est également connue comme ambassadrice, en France et à l’étranger, de la musique russe pour orgue, dédicataire des œuvres de compositeurs russes contemporains,,.

## Biographie
Marina Tchebourkina effectue des études musicales supérieures au Conservatoire d’État Tchaïkovski de Moscou (master 5 ans, 1984–1989) et reçoit deux diplômes avec excellence : diplôme d'orgue et diplôme de musicologie (Summa Cum Laude). Elle poursuit son parcours d’organiste (doctorat d’artiste de concert et de professeur) et de musicologue (doctorat de recherche) au 3e cycle supérieur du Conservatoire Tchaïkovski de Moscou (1989–1992, Summa Cum Laude). Parmi ses professeurs : Galina Eguiazarova (en), Leonid Roïzman, Natalia Gureyeva, Yuri Kholopov (en), Elena Sorokina (ru), Youri Boutsko.
De 1992 à 1994, Marina Tchebourkina est boursière du Gouvernement français. Elle approfondit ses connaissances stylistiques, en France et en Allemagne, avec Marie-Claire Alain, Michel Chapuis (Conservatoire national supérieur de musique de Paris), Louis Robilliard, Harald Vogel.
De 1996 à 2010, Marina Tchebourkina est organiste à la Chapelle royale de Versailles.
Depuis 2006, elle est membre de la Commission nationale des monuments historiques (section des Orgues), auprès du Ministère de la Culture (France).
À partir de 2010, Marina Tchebourkina développe une collaboration régulière avec le Conservatoire Tchaïkovski de Moscou : elle y donne des récitals et des Master class, participe aux Colloques Scientifiques Internationaux et au jury de Concours Internationaux, elle y est invitée en tant qu’expert dans le domaine de la facture d’orgue,,,,,,,,,,.
Depuis 2013, Marina Tchebourkina est chercheur associé à l’Université Paris I Panthéon–Sorbonne, auteur et coordinateur du projet « Orgue, Arts et Sciences ».

## Grades scientifiques
1994 : docteur en Sciences de l’Art (« Kandidat naouk / Kandidat iskousstvovédénia ») ; thème de la thèse : « La Musique d’orgue d’Olivier Messiaen » ; soutenue devant le Conseil scientifique du Conservatoire Tchaïkovski de Moscou,.
2013 : docteur habilité à diriger des recherches en Sciences de l’Art (« Doktor naouk / Doktor iskousstvovédénia ») ; thème de la thèse : « L’Art de l’orgue Baroque français : Musique, Facture, Interprétation » ; soutenue devant le Conseil scientifique du Conservatoire Tchaïkovski de Moscou,,.

## Distinctions
2005 : Chevalier dans l’Ordre des Arts et des Lettres (France).

## Répertoire
Marina Tchebourkina aborde un répertoire d’époques et de styles variés — de J. Titelouze, G. Frescobaldi et D. Buxtehude aux créateurs d’aujourd’hui, s’appuyant sur F. Couperin, N. de Grigny, L. Marchand, G. Corrette, J. S. Bach, L. C. Daquin, C. Balbastre, J.-J. Beauvarlet-Charpentier, C. Franck, M. Glinka, F. Liszt, A. Glazounov, D. Chostakovitch, O. Messiaen.
L’organiste développe des programmes uniques, en concert et au disque, notamment autour des thèmes « Les organistes du Roy et leurs contemporains » et « Musique Russe pour orgue ». Elle réalise des premières de pièces françaises Baroques manuscrites et non rééditées à notre époque et crée, en première mondiale, des œuvres de compositeurs russes contemporains.

## Discographie
Chez Natives Éditions

### «Les organistes du Roy et leurs contemporains» (Collection)
1. Claude Balbastre à Saint-Roch. Marina Tchebourkina et Michel Chapuis aux grandes orgues historiques de l’église Saint-Roch à Paris. CD I–II. — Paris : Natives, 2002.  (EAN 3760075340018)
2. Du Roy-Soleil à la Révolution, l’orgue de la Chapelle royale de Versailles. Marina Tchebourkina aux grandes orgues de la Chapelle royale du château de Versailles. — Paris : Natives, 2004.  (EAN 3760075340032)
3. Louis Claude Daquin, l’œuvre intégrale pour orgue. Marina Tchebourkina aux grandes orgues de la Chapelle royale du château de Versailles. — Paris : Natives, 2004.  (EAN 3760075340049)
4. Louis Marchand, l’œuvre intégrale pour orgue. Marina Tchebourkina aux grandes orgues de la Chapelle royale du château de Versailles. CD I–II. — Paris : Natives, 2005.  (EAN 3760075340056)
5. François Couperin, l’œuvre intégrale pour orgue. Marina Tchebourkina aux grandes orgues de la Chapelle royale du château de Versailles. CD I–II. — Paris : Natives, 2005.  (EAN 3760075340063)
6. Jean-Jacques Beauvarlet-Charpentier, œuvres pour orgue. Marina Tchebourkina aux grandes orgues historiques de l’Abbatiale Sainte-Croix de Bordeaux. CD I–II. — Paris : Natives, 2007.  (EAN 3760075340087)
7. Gaspard Corrette, l’œuvre intégrale pour orgue. Marina Tchebourkina aux grandes orgues historiques de l’Abbaye de Saint-Michel-en-Thiérache. — Paris : Natives, 2009.  (EAN 3760075340100)
8. Nicolas de Grigny, l’œuvre intégrale pour orgue. Marina Tchebourkina aux grandes orgues historiques de l’Abbaye de Saint-Michel-en-Thiérache et de l’Abbatiale Sainte-Croix de Bordeaux. CD I–II. — Paris : Natives, 2015.  (EAN 3760075340148)
9. Jean Adam Guilain, l’œuvre intégrale pour orgue. Marina Tchebourkina aux grandes orgues historiques de l’Abbaye de Saint-Michel-en-Thiérache. — Paris : Natives, 2016.  (EAN 3760075340155)
10. Pierre Du Mage, Louis Nicolas Clérambault, l’œuvre intégrale pour orgue. Marina Tchebourkina aux grandes orgues historiques de l’Abbaye de Saint-Michel-en-Thiérache. — Paris : Natives, 2019.  (EAN 3760075340179)

### «Musique Russe pour orgue» (Collection)
1. Deux siècles de musique russe pour orgue. Marina Tchebourkina aux Grandes Orgues historiques de l’église Saint-Sulpice à Paris. CD I–II. — Paris : Natives, 2003.  (EAN 3760075340025)
2. Youri Boutsko, Grand cahier d’Orgue. Marina Tchebourkina aux Grandes Orgues historiques de l’Abbaye-aux-Hommes de Caen. — Paris : Natives, 2010.  (EAN 3760075340117)
3. Dmitri Dianov, l’Îlot, œuvres pour orgue. Marina Tchebourkina aux Grandes Orgues historiques de l’Abbaye-aux-Hommes de Caen. — Paris : Natives, 2010.  (EAN 3760075340124)
4. Youri Boutsko, Deuxième Grand cahier d’Orgue : Images russes, Tableaux, Légendes, Histoires véridiques et invraisemblables (dédié à Marina Tchebourkina). Marina Tchebourkina aux Grandes Orgues de l’église Saint-Martin de Dudelange, Luxembourg. — Paris : Natives, 2016.  (EAN 3760075340162)

## Principaux ouvrages scientifiques
1. (ru) Чебуркина М. Н. (комментированный перевод). Оливье Мессиан. Техника моего музыкального языка (Olivier Messiaen. Technique de mon langage musical. Traduction commentée en langue russe). — Москва: Греко-латинский кабинет Ю. А. Шичалина, 1995. — 128 с.  (ISBN 5-87245-0109).
2. M. Tchebourkina. L’orgue de la Chapelle royale de Versailles : À la recherche d’une composition perdue // L’Orgue. — Lyon, 2007. 2007–IV № 280. — P. 3–112  (ISSN 0030-5170).
3. M. Tchebourkina. L’Orgue de la Chapelle royale de Versailles, Trois siècles d’histoire. — Paris : Natives, 2010. — 256 p.  (ISBN 978-2-911662-09-6).
4. (ru) Чебуркина М. Н. Французское органное искусство Барокко: Музыка, Органостроение, Исполнительство (L’Art d’orgue Baroque français : Musique, Facture, Interprétation). — Paris : Natives, 2013. — 848 с.  (ISBN 978-2-911662-10-2)[22]